# Erebia karwendeli
Erebia karwendeli är en fjärilsart som beskrevs av Zusanek 1925. Erebia karwendeli ingår i släktet Erebia och familjen praktfjärilar. Inga underarter finns listade i Catalogue of Life.